# ÖStB – Wielicka bis Beskid
Die ÖStB – Wielicka bis Beskid waren Dampflokomotiven der k.k. Östlichen Staatsbahn (ÖStB) Österreich-Ungarns nach Bauart Engerth.
Die sechs Lokomotiven wurden von Günther in Wiener Neustadt 1855 geliefert.
Sie erhielten die Namen WIELICZKA, BOCHNIA, WADOWICE, ZATOR, JAWORZNO und BESKID.
1858 wurde die ÖStB reprivatisiert, wobei Teile der Strecken an die KFNB und an die Galizische Carl Ludwig-Bahn (CLB) kamen.
Der Fahrzeugpark aber ging komplett an die CLB.
Daher kamen auch die sechs hier besprochenen Maschinen an die CLB, die die WADOWICE und die JAWORZNO 1860 von der Lokomotivfabrik Günther in Standard-Dreikuppler umbauen ließ.
Von den restlichen vier Maschinen wurden 1861 und 1864 je zwei Stück ausgemustert.
Die umgebauten Fahrzeuge bekamen ab 1868 die Betriebsnummern 71 und 72 zugewiesen.
Da 1870 sowohl Namen als auch Nummern durch Lokomotiven der Reihe CLB IIId wiedervergeben wurden, ist anzunehmen, dass sie vor 1870 ausgemustert wurden.